# Энгармонический клавицин

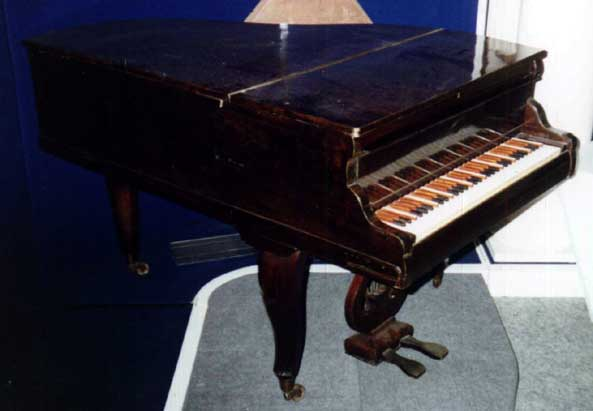

Энгармонический клавицин — исторический клавишный музыкальный инструмент, принадлежавший князю В. Ф. Одоевскому. Ныне хранится в Музее музыкальной культуры им. Глинки в Москве.
Этот инструмент был заказан у мастера немецкого происхождения А. Кампе, проживавшего в Москве и содержавшего в Газетном переулке фортепианную фабрику, перешедшую в конце века к его дочери (в замужестве Смоляниновой). В архиве сохранилась расписка от 11 февраля 1864 г. о выплате 300 рублей серебром за изготовление инструмента. Хотя Одоевский называл его клавицин (т. е. клавесин), это было стандартное молоточковое фортепиано, с тем лишь отличием, что каждая его чёрная клавиша делилась надвое, кроме того у него было по одной чёрной клавише там, где обычно их нет — между си и до и между ми и фа; таким образом, в каждой октаве инструмента Одоевского образовалось 19 клавиш вместо обычных 12-ти.
Сам Одоевский сообщает о причине создания, особенностях конструкции и настройке этого инструмента следующее: 

Русский простолюдин с музыкальным дарованием, у которого ухо ещё не испорчено ни уличными шарманками, ни итальянскою оперою, поет весьма верно; и по собственному чутью берет интервал весьма отчетливо, разумеется, не в нашей уродливой темперированной гамме.
 Я записывал с голоса [известного нашего русского певца Ивана Евстратиевича Молчанова, человека с чудною музыкальною организациею] весьма интересную песню: «У Троицы, у Сергия, было под Москвою» <...> заметил, что Si певца никак не подходит к моему фортепианному Si; и Молчанов также заметил, что здесь что-то не то  <...> Это навело меня на мысль устроить фортепиано нетемперированное в такой системе, как обыкновенное. За основание я принял естественную гамму, вычисленную акустическими логарифмами по методе Прони; в этом энгармоническом клавицине все квинты чистые, диезы, отмеченные красным цветом, отделены от бемолей и по невозможности в самом механизме инструмента, я пожертвовал fa♭ и ut♭, чтобы сохранить si♯ и mi♯, потому что наши народные певцы — по непонятной для меня причине поют более в диезных нежели в бемольных тонах
В расчётах музыкальных интервалов Одоевский использовал «акустические логарифмы» Г. де Прони (единица шкалы акустических логарифмов соответствует 100 центам). Настроенный в пифагоровом строе, клавицин предположительно использовался для экспериментов и с другими настройками.